# 23980 Ogden
23980 Ogden è un asteroide della fascia principale. Scoperto nel 1999, presenta un'orbita caratterizzata da un semiasse maggiore pari a 2,3998947 UA e da un'eccentricità di 0,1467954, inclinata di 7,23956° rispetto all'eclittica.
È stato così nominato in onore dell'insegnante statunitense Kristen Ogden per il suo ruolo quale mentore nell'edizione del 2007 della competizione studentesca Discovery Channel Young Scientist Challenge.